# لبنان في الألعاب الآسيوية 2022
تشارك لبنان في النُسخة التاسعة عشرة من دورة الألعاب الآسيوية 2022 التي تقام في مدينة هانغتشو بمقاطعة جيجيانغ في الصين خلال الفترة من 23 سبتمبر (أيلول) وحتى 8 أكتوبر (تشرين الأول) 2023 والتي تأجلت لمدة عام كامل بسبب الإجراءات الصارمة التي اتخذتها الحكومة الصينية للقضاء على جائحة كورونا. يُشارك في هذه النُسخة من البطولة 12417 رياضي يمثلون 45 دولة أسيوية ويتنافسون في 40 رياضة مختلفة.

## الميداليات
حصدت لبنان أولى ميدالياتها في بطولة دورة الألعاب الأسيوية 2022 في لعبة الجودو على يد اللاعب اللبناني ساغايبوف كارامنوب الذي فاز بالميدالية البرونزية بعدما تغلب على منافسه المنغولي التانبغانا غانتولغا في مباراة تحديد المركزين الثالث والرابع ضمن منافسات الوزن تحت 90 كيلوغرام.

## اللاعبين المُشاركين
تُشارك لبنان في منافسات النسخة التاسعة عشرة من بطولة دورة الألعاب الأسيوية ببعثة تكونت من 28 رياضي ورياضية يتنافسون في 9 رياضات هي ألعاب القوى والرماية والتايكوندو والجودو والسباحة وكرة الطاولة ورفع الأثقال والمبارزة والقوس والنشاب.
ويوضح الجدول التالي أعداد اللاعبين المُشاركين في الألعاب المختلفة، والذين يمثلون لبنان في هذه النُسخة من البطولة:
| رياضة         | رجال | سيدات | المجموع |
| ------------- | ---- | ----- | ------- |
| الرماية       | 4    | 1     | 5       |
| كرة الطاولة   | 1    | 1     | 2       |
| ألعاب القوى   | 3    | 1     | 4       |
| المبارزة      | 1    | 0     | 1       |
| الجودو        | 2    | 0     | 2       |
| السباحة       | 2    | 2     | 4       |
| التايكوندو    | 3    | 3     | 6       |
| رفع الأثقال   | 1    | 2     | 3       |
| القوس والنشاب | 1    | 0     | 1       |
| المجموع       | 18   | 10    | 28      |

ويوضح الجدول التالي أسماء اللاعبين اللبنانيين المُشاركين في الألعاب المختلفة خلال النُسخة التاسعة عشرة من دورة الألعاب الأسيوية 2022:
| الرياضيين         | اللعبة        | المنافسات        |
| ----------------- | ------------- | ---------------- |
| ساغايبوف كارامنوب | الجودو        | وزن 90 كيلوغرام  |
| جو حداد           | الجودو        | وزن 66 كيلوغرام  |
| أكوالينا الشايب   | الجودو        | وزن 63 كيلوغرام  |
| عدي موسى          | الجودو        | وزن 73 كيلوغرام  |
| ناصيف إلياس       | الجودو        | وزن 100 كيلوغرام |
| رافاييل قدسي      | التايكوندو    | وزن 58 كيلوغرام  |
| ليتيسيا عون       | التايكوندو    |                  |
| رالف حنيني        | التايكوندو    |                  |
| مارييللا بوحبيب   | التايكوندو    |                  |
| راي الراعي        | التايكوندو    |                  |
| ورد سلمان         | التايكوندو    |                  |
| وليد النجار       | الرماية       |                  |
| إيلي بجاني        | الرماية       |                  |
| سامر سركيس        | الرماية       |                  |
| ليا قربان         | الرماية       |                  |
| ألان موسى         | الرماية       |                  |
| منذر كبارة        | السباحة       |                  |
| فيليب واكيم       | المبارزة      |                  |
| ملاك خوري         | كرة الطاولة   |                  |
| ماريانا سهاكيان   | كرة الطاولة   |                  |
| نور الدين حديد    | ألعاب القوى   |                  |
| عزيزة سبيتي       | ألعاب القوى   |                  |
| محمد مرتضى        | ألعاب القوى   |                  |
| مارك إبراهيم      | ألعاب القوى   |                  |
| محمد طرحة         | رفع الأثقال   |                  |
| ألكسا مينا        | رفع الأثقال   |                  |
| محاسن فتوح        | رفع الأثقال   |                  |
| جاك الريس         | القوس والنشاب |                  |